# 弦楽四重奏曲第5番 (ショスタコーヴィチ)
弦楽四重奏曲第5番 変ロ長調 作品92 は、ドミートリイ・ショスタコーヴィチが1952年の秋に作曲した弦楽四重奏曲である。初演は1953年11月13日にベートーヴェン弦楽四重奏団によってレニングラードで行われ、彼らに献呈された。

## 曲の構成
全3楽章、演奏時間は約32分。全楽章は切れ目なく演奏される。
- 第1楽章 アレグロ・ノン・トロッポ -
変ロ長調、4分の4拍子 - 4分の3拍子、ソナタ形式。
自身のイニシャルである "D-Es-C-H"（DSCH音型）を含んだ、"C–D–Es–H–Cis" の動機が使用されている。
- 第2楽章 アンダンテ - アンダンティーノ - アンダンテ - アンダンティーノ - アンダンテ -
ロ短調、4分の3拍子、展開部を欠いたソナタ形式。
- 第3楽章 モデラート - アレグレット - アンダンテ
変ロ長調、4分の2拍子 - 4分の3拍子、ロンドソナタ形式。